# Magnes
Magnes is een van de 67 door Samuel Hahnemann, een Duitse arts en grondlegger van homeopathie, beschreven middelen in zijn standaardwerk Materia Medica Pura. Zoals alle in de klassieke homeopathie gebruikte middelen zal ook de toepassing van magnes gepotentieerd worden. Het potentieren van 'magnes' verloopt door het strijken met een magneet over een ander metaal op door Hahnemann gespecificeerde wijze. Door het potentiëren zou de 'energie-
signatuur' van de stof worden
overgedragen op het oplosmiddel/metaal. Er is echter geen wetenschappelijk bewijs voor het bestaan van deze energie of van de overdracht ervan.
Het woord magnes is Latijn en Pools voor magneet.